# Смарт, Эми
Эми Лайл Смарт (англ. Amy Lysle Smart; род. 26 марта 1976, Лос-Анджелес, Калифорния, США) — американская актриса и бывшая фотомодель. Эми Смарт начала свою модельную карьеру в Италии, а затем поступила в актёрскую школу. Её первой работой в кино стала роль в фильме «Байки у костра», в 1997 году. После она снялась в фильмах: «Студенческая команда» (1999), «Дорожное приключение» (2000), «Крысиные бега» (2001), «Эффект бабочки» (2004), «Просто друзья» (2005), «Зеркала» (2008), «Клуб одиноких мам» (2014) и др.

## Биография
Эми Лайл Смарт родилась 26 марта 1976 года в Лос-Анджелесе, выросла в городке Топанга (Калифорния), дочь Джуди, работницы музея Пола Гетти, и Джона Смарта, занимающегося продажами. Вдохновлённая своей подругой Винессой Шоу, в школьные годы в течение десяти лет занималась балетом и с 16 лет посещала занятия по актёрскому мастерству. Начала карьеру модели в 13 лет. Работала позже в Италии, Франции, Мексике и Таити.
В 1996 году Смарт получила свою первую небольшую роль в одном эпизоде сериала «Seduced by Madness: The Diane Borchardt Story», потом такую же маленькую роль Квини в фильме «A&P» по рассказу Джона Апдайка. В 1997 получила второстепенную роль кадета Ламбрейзер, второго пилота и подруги Кармен Ибаньез (в исполнении Дэниз Ричардс) в фильме «Звёздный десант». Также Эми сыграла главную роль Кристи Шейлз, молодой женщины из Огайо, в мини-сериале «The 70s». В 1999 году актриса играла роль подруги квотербека (в исполнении Джеймса Ван Дер Бика) в фильме «Студенческая команда».
Эми Смарт снималась в некоторых молодёжных фильмах. Среди успешных проектов — «Дорожное приключение» (2000), «Трасса 60» (2002), «Эффект бабочки» (2004).
В 2003 году снималась в нескольких эпизодах сериала «Клиника» в роли Джейми Мойер — жены пациента, долгое время находящегося в коме, с которой завязывает отношения главный герой сериала.
В 2006 году в мировой прокат вышел фильм «Адреналин», в котором Смарт сыграла любимую девушку главного героя (в исполнении Джейсона Стейтема). Сиквел фильма, «Адреналин 2: Высокое напряжение», вышел в 2009, в котором Смарт также сыграла эту роль, станцевав на шесте.
В 2010 вышли два фильма с участием Смарт: «Columbus Circle» в роли Лилиан Харт и «Dylan’s Wake» в роли Натали. А также, по слухам, участвует в съёмках «Vineyard Haven» в роли Кейт.

## Личная жизнь
Встречалась с актёром Брэндоном Уильямсом более 15 лет.
С 10 сентября 2011 года Смарт замужем за телеведущим и моделью Картером Устерхаусом, с которым она встречалась год до их свадьбы. У супругов есть дочь — Флора Устерхаус (род.26.12.2016), рождённая суррогатной матерью после долгих лет безуспешной борьбы Смарт с бесплодием.
В течение семи лет Смарт была представителем благотворительного фонда «За здоровые бухты» (Heal the Bay), деятельность которого связана с борьбой за чистоту прибрежных вод Калифорнии.
Бывшая соседка по комнате и лучшая подруга Эли Лартер снималась со Смарт в фильме «Студенческая команда» и работала с ней моделью в Милане. Смарт была среди немногочисленных гостей, приглашённых на свадьбу Лартер.
Эми Смарт — левша и вегетарианка.

## Фильмография
| Год       |     | Русское название                        | Оригинальное название                         | Роль                      |
| --------- | --- | --------------------------------------- | --------------------------------------------- | ------------------------- |
| 1996      | тф  | Её шикарный роман                       | Her Costly Affair                             | Ди                        |
| 1996      | кор | A&P (англ.)                             | A&P                                           | Куини                     |
| 1996      | с   | Соблазнённые безумием                   | Seduced by Madness: The Diane Borchardt Story | девушка #1                |
| 1997      | ф   | Байки у костра                          | Campfire Tales                                | Дженни                    |
| 1997      | ф   | Самоубийца                              | The Last Time I Committed Suicide             | Джин-Энн                  |
| 1997      | ф   | Звёздный десант                         | Starship Troopers                             | кадет Стэк Ламбрейзер     |
| 1997      | ф   | Замкнутый круг                          | Circles                                       | Эллисон                   |
| 1998      | ф   | Как устроить самый жестокий месяц       | How to Make the Cruelest Month                | Дот Брайант               |
| 1998      | ф   | Звёздная лихорадка                      | Starstruck                                    | Трейси Бек                |
| 1998      | ф   | Высокое напряжение                      | High Voltage                                  | Молли                     |
| 1998      | ф   | Стрейнджлэнд                            | Strangeland                                   | Энджела Стравелли         |
| 1999      | ф   | Студенческая команда                    | Varsity Blues                                 | Джулз Харбор              |
| 1999      | ф   | Первая любовь                           | Outside Providence                            | Джейн Уэстон              |
| 1999      | тф  | Брукфилд                                | Brookfield                                    | Дэйли Робертс             |
| 1999—2001 | с   | Фелисити                                | Felicity                                      | Руби                      |
| 2000      | ф   | Дорожное приключение                    | Road Trip                                     | Бет Вагнер                |
| 2000      | с   | Семидесятые                             | The ’70s                                      | Кристи Шейлз              |
| 2001      | ф   | Скотланд, Пенсильвания                  | Scotland, PA                                  | Стейси                    |
| 2001      | ф   | Крысиные бега                           | Rat Race                                      | Трейси Фосет              |
| 2002      | ф   | Трасса 60                               | Interstate 60                                 | Линн Линден               |
| 2003      | ф   | Почти в законе                          | National Lampoon’s Barely Legal               | Наоми Фельдман            |
| 2003      | ф   | Сражения солдата Келли                  | The Battle of Shaker Heights                  | Табби                     |
| 2003      | ф   | Слепой горизонт                         | Blind Horizon                                 | Лиз Кульпеппер            |
| 2003—2009 | с   | Клиника                                 | Scrubs                                        | Джейми Мойер              |
| 2004      | ф   | Свидание со звездой                     | Win a Date with Tad Hamilton!                 | сестра Бетти              |
| 2004      | ф   | Эффект бабочки                          | The Butterfly Effect                          | Келли Миллер              |
| 2004      | ф   | Старски и Хатч                          | Starsky & Hutch                               | Холли                     |
| 2004      | кор | Уиллоуби                                | Willowbee                                     | грабитель                 |
| 2005      | ф   | Больше, чем небо                        | Bigger Than the Sky                           | Грейс Харгроув / Роксанна |
| 2005      | ф   | Свидетель на свадьбе                    | The Best Man                                  | Сара Мари Баркер          |
| 2005      | ф   | Просто друзья                           | Just Friends                                  | Джейми Паламино           |
| 2005—2011 | мс  | Робоцып                                 | Robot Chicken                                 | различные роли            |
| 2006      | ф   | Мирный воин                             | Peaceful Warrior                              | Джой                      |
| 2006      | ф   | Адреналин                               | Crank                                         | Ив                        |
| 2006—2007 | с   | Воры экстра-класса                      | Smith                                         | Энни                      |
| 2008      | ф   | Жизнь в полёте                          | Life in Flight                                | Кэтрин                    |
| 2008      | ф   | Зеркала                                 | Mirrors                                       | Энджела Карсон            |
| 2008      | ф   | Седьмая луна                            | Seventh Moon                                  | Мелисса                   |
| 2008      | мф  | Робоцып: Звёздные войны. Эпизод II      | Robot Chicken: Star Wars Episode II           | принцесса Лея Органа      |
| 2009      | ф   | Любовь и танцы                          | Love N’ Dancing                               | Джессика Донован          |
| 2009      | ф   | Адреналин 2: Высокое напряжение         | Crank: High Voltage                           | Ив                        |
| 2010      | ф   | Живой мертвец                           | Dead Awake                                    | Натали                    |
| 2011      | ф   | Дом восходящего солнца                  | House of the Rising Sun                       | Дженни Портер             |
| 2011      | ф   | Братство по крови                       | The Reunion                                   | Нина Клэри                |
| 2011      | тф  | 12 рождественских свиданий              | 12 Dates of Christmas                         | Кейт Стэнтон              |
| 2011—2012 | с   | Бесстыжие                               | Shameless                                     | Джасмин Холландер         |
| 2012      | ф   | Замкнутый круг                          | Columbus Circle                               | Лилиан Харт               |
| 2012      | с   | Мужики за работой                       | Men at Work                                   | Лиза                      |
| 2013      | ф   | Никаких подсказок                       | No Clue                                       | Кира                      |
| 2014      | ф   | Переломный момент                       | Break Point                                   | Хизер                     |
| 2014      | ф   | Перекрёстный огонь                      | Bad Country                                   | Линн Вейланд              |
| 2014      | ф   | Клуб одиноких мам                       | The Single Moms Club                          | Хиллари Мэсси             |
| 2014      | ф   | 7500                                    | Flight 7500                                   | Пиа Мартин                |
| 2014      | ф   | Среди воронов                           | Among Ravens                                  | Венди Конифер             |
| 2014      | тф  | Спасай свою жизнь                       | Run for Your Life                             | Мередит Редмонд           |
| 2014      | с   | Правосудие                              | Justified                                     | Элисон Брэндер            |
| 2015      | ф   | Макс и Зоя                              | Zoey to the Max                               | Саманта Дженкинс          |
| 2015      | ф   | Виселица                                | Hangman                                       | Мелисса                   |
| 2016      | ф   | Седьмой пациент                         | Patient Seven                                 | мама                      |
| 2016      | тф  | Города-побратимы                        | Sister Cities                                 | юная Мэри Бакстер         |
| 2016      | с   | Энджи Трайбека                          | Angie Tribeca                                 | Стейси                    |
| 2016      | с   | Мэрон                                   | Maron                                         | Нина                      |
| 2017      | ф   | Свет очей моих                          | Apple of My Eye                               | Кэролайн Эндрюс           |
| 2017      | ф   | Пока есть время                         | The Keeping Hours                             | Эми                       |
| 2017      | тф  | Любовь с первого взгляда                | Love at First Glance                          | Мэри Ландерс              |
| 2017      | с   | Закон и порядок: Специальный корпус     | Law & Order: Special Victims Unit             | Карла Уайатт              |
| 2018      | ф   | Реквием по Миссисипи                    | Mississippi Requiem                           | неизвестно                |
| 2018      | ф   | Мстители справедливости: и смех, и грех | Avengers of Justice: Farce Wars               | Джин Уандер               |
| 2018      | с   | Новый агент Макгайвер                   | MacGyver                                      | Дикси / Дон               |
| 2019      | ф   | Дебошир                                 | The Brawler                                   | Линда Вепнер              |
| 2020      | ф   | Уиджа. Проклятое зеркало                | The 100 Candles Game                          | мама                      |
| 2020—2022 | с   | Старгёрл                                | Stargirl                                      | Барбара Уитмор            |
| 2021      | ф   | 13 минут                                | 13 Minutes                                    | Ким                       |
| 2022      | ф   | Забег Тайсона                           | Tyson’s Run                                   | Элоиза                    |
| 2023      | ф   | На священной земле                      | On Sacred Ground                              | Джули                     |

## Награды и номинации
- 2004 — Премия канала «MTV» в категории «Лучший поцелуй» («Убойная парочка: Старски и Хатч»)[15].
- В 2003 и 2000 годах Смарт номинировалась на награды «DVDX» и «Teen Choice» за роли в фильмах «Трасса 60» и «Дорожное приключение» соответственно, однако премии были присуждены другим актёрам.
- В 2002 году Смарт оказалась на 27-м месте в рейтинге «102 самых сексуальных женщин мира» журнала Stuff[англ.], в 2006 году в подобном рейтинге журнала FHM — на 74-м месте, а в 2007 журнал Maxim поставил её на 31-ю позицию в рейтинге «Hot 100».